# Žoržs Tikmers
Žoržs Tikmers (ur. 22 stycznia 1957 w Ekawie) – łotewski wioślarz reprezentujący ZSRR, srebrny medalista olimpijski i czterokrotny medalista mistrzostw świata. Przewodniczący Łotewskiego Komitetu Olimpijskiego w latach 2020–2023.

## Kariera
W 1975 zdobył brązowy medal w ósemkach na mistrzostwach świata juniorów w Montrealu. 
Wystąpił na igrzyskach olimpijskich w Moskwie w 1980, gdzie osada ZSRR w składzie: Artūrs Garonskis, Dimants Krišjānis, Dzintars Krišjānis, Žoržs Tikmers i Juris Bērziņš (sternik) zdobyła srebrny medal w czwórkach ze sternikiem. W finale uplasowali się o 4,54 sekundy za osadą NRD i o 3,47 sekundy przed osadą Polski. Był to jego jedyny start olimpijski.
W tej samej konkurencji zdobywał również srebrne medale na mistrzostwach świata w Bledzie (1979) i mistrzostwach świata w Duisburgu (1983) oraz brązowy na mistrzostwach świata w Monachium (1981). Ponadto był trzeci w ósemkach na mistrzostwach świata w Lucernie (1982).
Kształcił się na Łotewskiej Akademii Wychowania Fizycznego. Po zakończeniu kariery został działaczem sportowym.
W 2020 został wybrany przewodniczącym Łotewskiego Komitetu Olimpijskiego pełniąc uprzednio w strukturach związku funkcję wiceprzewodniczącego (1992-2012) i sekretarza generalnego (2012-2020). Pełnił tę funkcję do 2023.